# 有明 (列車)
有明（ありあけ）は、九州旅客鉄道（JR九州）が大牟田駅 - 博多駅間を、鹿児島本線経由で運行していた特別急行列車である。
本項では、鹿児島本線で運転されていた優等列車の沿革についても記述する。

## 概要
特急「有明」は、1967年10月に九州内で運転する特急として運転を開始し、以後鹿児島本線の沿線各都市、特に福岡 - 熊本 - 鹿児島という3つの県庁所在都市間を結ぶ優等列車としてその役割を担うようになった。1970年10月には鹿児島本線が電化されたのを機に電車で運転されるようになり、山陽新幹線が博多まで開業した1975年3月からは新幹線との接続を考慮したダイヤとし、鹿児島本線の基幹列車として定着していた。
大きな転換期が訪れたのは1992年のことで、7月のダイヤ改正において「有明」のうち 西鹿児島（現・鹿児島中央）発着列車を「つばめ」として系統分離した。残った「有明」は北九州・福岡大都市圏・熊本都市圏を輸送エリアの起終点に見据え、熊本都市圏を貫く豊肥本線への乗り入れや、小倉駅への延長などの方策により、「つばめ」とは異なる独自の位置付けが与えられ、鹿児島本線の基幹列車的な位置付けを「つばめ」と二分した形で維持されていた。しかし、九州新幹線（鹿児島ルート） の部分開業後は、九州新幹線「つばめ」および接続列車の「リレーつばめ」を主体としたダイヤ構成となり、「有明」は「リレーつばめ」に対する補完列車的な位置付けをより濃くすることになった。
2011年3月12日の九州新幹線全線開業後はホームライナー的な性格を持った列車として、本数・区間を縮小して運行されていたが、2018年3月17日のダイヤ改正でさらに本数・区間の縮小が行われ、大牟田駅から博多へ向かう、平日上り1本のみの運転となって号数がなくなった。列車番号は、号数がなくなるまでは号数+1000が与えられ、号数がなくなってからは1002Mのみが付番されていた。
2021年3月13日のダイヤ改正で廃止となり、54年の歴史に幕を閉じた。
列車名の由来
一部の区間で沿って走る有明海に由来して「有明」とされた。この名称は公募によるものであった。

## 運行概況
2021年3月改正で廃止され、最終運転時の車両は南福岡電車区所属の787系だった。
2018年3月改正以降は平日朝に大牟田発博多行きの上り1本のみ運行され、土休日は運行しない。廃止時点で定期運行を行っているJR特急列車としては最も少ない運行本数であった。号数表記は無く単に「有明」と記載される。ホームライナー的な性格を持った列車となったのは2011年3月12日改正からだが、当時は長洲駅発着が下り3本・上り2本、熊本駅発着が1往復設定されていた。熊本発着の1往復は九州新幹線の部分開業以前に運行されていた夜行列車（急行「かいもん」→特急「ドリームつばめ」）の系譜を受け継いだ列車であり、九州新幹線の全線開業で並行在来線特急列車の殆どは新幹線に移行したがこの1往復のみ下りが博多0時台発、上りが熊本4時台発で発車時刻が新幹線の営業時間（6時-24時）外であることから熊本発着のまま存続した。熊本発着列車は2014年3月15日改正で下りは長洲止まりに短縮、上りは廃止され、残った5本も2018年3月17日改正で上り1本を除き廃止され、熊本県への乗り入れも廃止となった。
九州新幹線全線開業以前は博多-熊本間を「リレーつばめ」と合わせて1時間3本の割合で運行しており、大半の列車が豊肥本線に乗り入れていた（当初は水前寺駅発着だったが、2006年3月18日改正以降は大半の列車が光の森駅発着となった）。また1時間1本は小倉駅発着で運転を行い、「ソニック」と合わせ小倉-博多間でも1時間3本の特急運行を確保していた。九州新幹線全線開業時は、博多-荒尾間には既存快速の延長運転および普通列車の本数削減分で快速を増発。大牟田駅-熊本・八代間には、日中の田原坂駅通過の普通列車の停車駅を3駅削減する形で快速「くまもとライナー」を新設、豊肥本線熊本-光の森・肥後大津間には、線内乗り入れの有明のダイヤを快速列車に置き換える形で快速「豊肥ライナー」を新設して実質的な代替措置としていたが、「豊肥ライナー」は2013年3月16日改正で運行を終了し、肥後大津駅発着の普通列車に置き換えおよび近接した時間の普通列車に統合する形で運行を終了。「くまもとライナー」は2015年3月14日改正で田原坂駅通過の普通列車に置き換える形で運行を終了。小倉-博多間については「きらめき」として存置され、九州新幹線開業前の運行頻度を確保していたが、2018年3月17日改正で「きらめき」の日中運行は廃止された。

### 停車駅(廃止時)
大牟田駅 → 瀬高駅 → 羽犬塚駅 → 久留米駅 → 鳥栖駅 → 博多駅
- 新幹線併設の筑後船小屋駅の他、かつて停車していた(2011年3月改正からは下りのみ停車)二日市駅は通過する。

### 使用車両・編成
南福岡車両区に所属する787系電車が充当され、主に「かもめ」「みどり」で用いられるDXグリーン席・グリーン個室連結の7両編成で運転されていた。普通車は全車自由席。2018年3月以降は平日の上りのみの運転のため、車両は早朝に南福岡車両区から一旦荒尾駅まで回送され、折り返し大牟田駅に入線していた。
1992年に在来線特急「つばめ」の間合いとして運用が開始された。長らく1往復のみの運行で1994年7月から1995年4月までは一時撤退していたが、1999年3月13日に「有明」が増発された際に「有明」用の4両編成が組成され、2000年3月11日には全列車787系での運行に統一された。2003年3月15日には「つばめ」が7両編成に統一されたのを受け、「つばめ」に用いられていた6両編成も「有明」運用に回され、以降は「有明」用の4・6両編成を中心として、朝晩の列車には「つばめ」→「リレーつばめ」用の7両編成も使用されてきた（4+4の8両編成や7+4の11両編成での運用もあった）。2011年3月12日の九州新幹線全線開業後に伴い4両編成が日豊本線の特急に転用されたため、以降は従来の「有明」用の6両編成と、旧「リレーつばめ」編成から1両減車した6両編成により運行されていたが、2014年3月15日のダイヤ改正で一部列車が7両編成に増結されたのを経て、2018年3月17日のダイヤ改正からは7両編成のみが用いられていた。

#### 2018年3月以前に用いられた車両
581系・583系
1970年10月に鹿児島本線全線電化に伴い運転を開始、1984年2月まで使用された。
481系・485系
1975年3月に山陽新幹線博多開業に伴って、山陽本線の特急が廃止されたことにより九州地区に転入し、「有明」の増発列車に充てられた。ただし、「有明」で使用された車両は、転配の都合により先頭車のほとんどがボンネット形、中間電動車の一部は交流60Hz専用の481系電動車などの初期車が中心であり、1985年ごろまで後期形車両（クハ481形200番台・300番台や、AU13E型クーラー搭載車）を使用した編成はほとんど見られなかった。なお、581・583系は、「なは」の間合い運用で引き続き使用された。また、短期間ではあったが、先頭車両に「ヒゲ付き」の600番台や、「とき」等で使われていた181系電車を改造した500番台なども存在した。
1979年11月からは485系ボンネット車編成の一部にビデオ上映サービスを行う列車が登場。当該車両に「ビデオ特急」のステッカーが掲出された。ビデオ上映サービスは短区間乗車利用者にも対応できるように短時間の作品が多く、食堂車営業列車が運行していた時代では、かつて同区間を運行していた「つばめ」以上のサービスを受ける事もできた。1985年ごろに休止状態となり、JR移行直前にはビデオ上映の設備が撤去されている。
1985年には、「ひたち」増発のため、ボンネット形先頭車の多くが勝田電車区へ転出。クハ481形0番台は4両のみ残留し、そのままJR九州に承継された。この頃、臨時列車用にボンネット形用のイラストマークが制作された。
783系（ハイパーサルーン）
1988年の車両新製と同時に投入され、当時は博多駅 - 西鹿児島駅（現・鹿児島中央駅）間を最少の停車駅で運行する1往復に「スーパー有明」の列車名が与えられていた。これは旧国鉄・JR史上「スーパー」を列車名に冠した初めての列車である。1990年には「スーパー有明」の名称を廃止し、新たに783系で運行する全列車に車両愛称にちなんだ「ハイパー有明」の列車名が与えられたが、1992年の「つばめ」運行開始時にこの名称は廃止された。1994年に485系および787系の運用を終了し「有明」は783系に統一され（787系は翌年運用復帰）、その後も「有明」の主力車両として活躍してきたが、2000年3月の787系統一により一旦「有明」から撤退していた。九州新幹線の全線開業による在来線特急車両の運用変更により2011年3月12日から11年ぶりに「有明」の運用に復帰したが、2018年3月17日のダイヤ改正で再度撤退した。
なお、1989年3月11日ダイヤ改正から783系ではカフェテリアが設置され、食堂車廃止の1980年10月1日ダイヤ改正以来、9年ぶりに温かい料理を提供するサービスが復活した。この改正では、783系「有明」のカフェテリア以外にも、「スーパー雷鳥」や「白山」の「コンビニエンスカー」が設定されるなど、全国的に温かい料理を提供するサービスが展開されていた時期であった。1992年6月30日をもってカフェテリアの営業は終了し、「つばめ」のビュッフェに継承された。

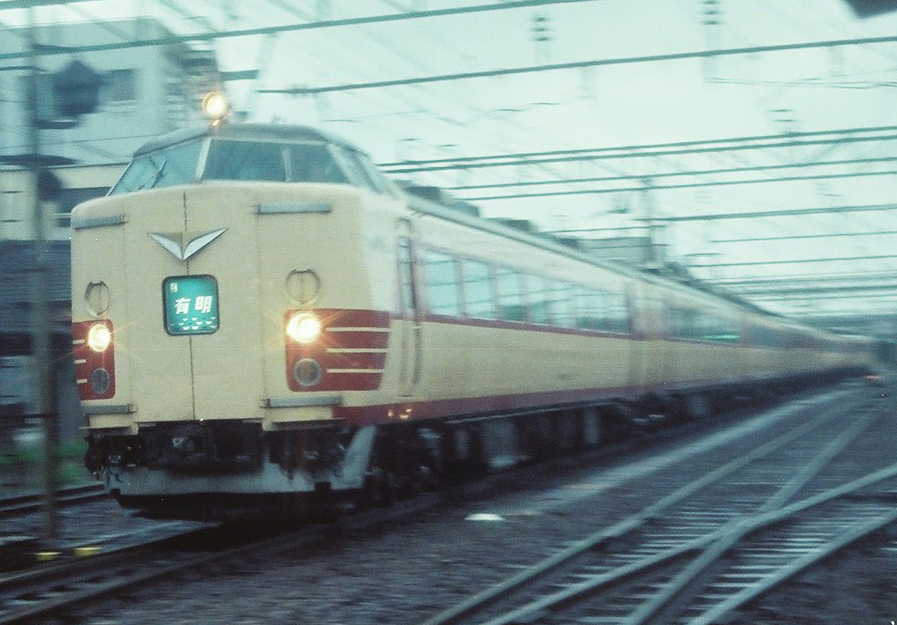
485系200番台「有明」 （熊本駅）
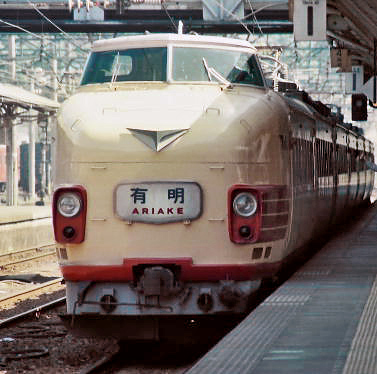
クハ481-502が先頭車の「有明」 （熊本駅）
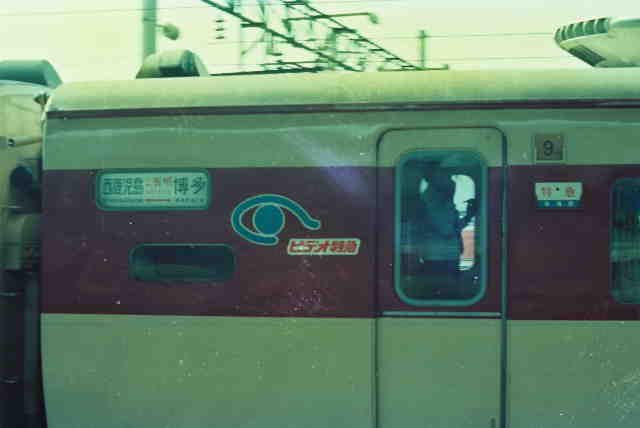
有明「ビデオ特急」表示 （熊本駅）

## 鹿児島本線優等列車沿革

### 戦後の展開
- 1950年（昭和25年）：門司港駅 - 熊本駅間を運行する準急列車の運行を開始。当時は列車名はなかった。
- 1951年（昭和26年）：上記の列車に「有明」命名。
- 1958年（昭和33年）：門司港駅 - 鹿児島駅間を運行する夜行急行列車として「さつま」が運行される。
  - 「さつま」は従来東京駅発着であったが、全行程で2泊3日を要したため寝台特急「はやぶさ」が運行されたことにより運行区間を短縮し、鹿児島本線内のみとした。
- 1959年（昭和34年）：「有明」が気動車（キハ26系）化。同時に博多駅発着とする。また、博多駅 - 西鹿児島駅（現・鹿児島中央駅）間を運行する準急列車として「かいもん」が運行される。
- 1960年（昭和35年）：「かいもん」を1往復増発し、指宿枕崎線山川駅まで運行される。ただし、指宿枕崎線内は普通列車扱いであった。
- 1961年（昭和36年）：博多駅 - 西鹿児島駅間を運行する急行列車「フェニックス」の運行を開始。また、「さつま」が名古屋駅発着に変更。
  - ただし、「さつま」については、従来どおり鹿児島本線内は夜行列車としていた。
- 1962年（昭和37年）：「フェニックス」の運行区間を日豊本線宮崎駅まで延長。九州島内をほぼ循環する急行列車となる。
- 1965年（昭和40年）：熊本駅まで電化工事完成に伴い、運行形態を変更。以下のとおりとなる。
  1. 「有明」は、米子駅 - 博多駅間を結んでいた準急列車「やくも」と統合されて「やえがき」と改称。「有明」は岡山駅 - 熊本駅間を結ぶ電車急行の名となる。（山陽本線優等列車沿革の項も参照）
  2. 新たに博多駅 - 熊本駅間を運行する電車準急列車として「ぎんなん」を設定する。
  3. 「さつま」の鹿児島本線内を分離し、「はやと」の名称を与えられる。
- 1966年（昭和41年）：急行料金制度の改変に伴い、従来準急列車として運行されていた「ぎんなん」・「かいもん」が急行列車に格上げされる。

### 特急列車「有明」の登場

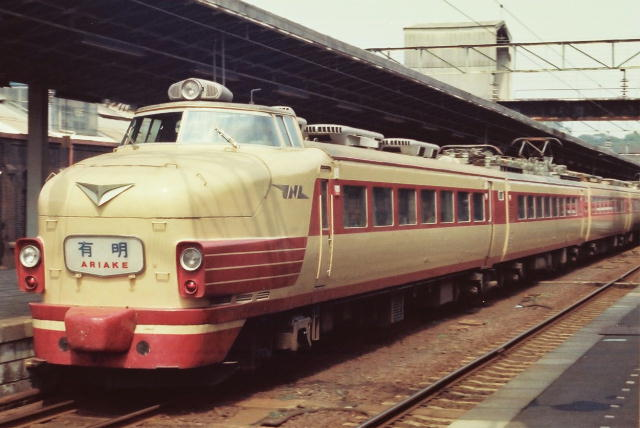
481系赤スカート「有明」
（熊本駅）

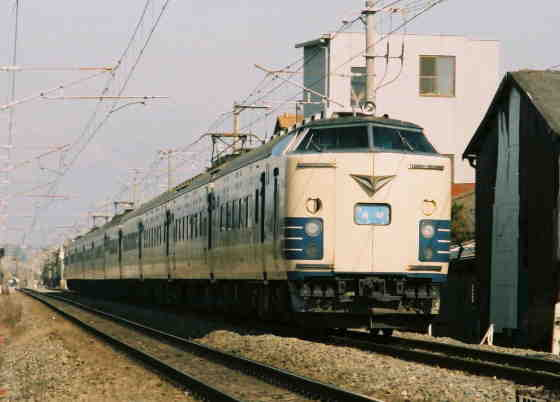
581系「有明」
（熊本駅 - 川尻駅間）

- 1967年（昭和42年）10月1日：ダイヤ改正により、以下のように変更する。
  1. 門司港駅 - 西鹿児島駅間を運行する特急として「有明」運行を開始。
    - それまでの「有明」は「しらぬい」と改称する。
    - なお、「有明」登場当時はキハ82系により運行された。

  2. 「かいもん」1往復を熊本駅 - 西鹿児島駅間の運転とし、「なぎさ」の名称が与えられる。
    - 「なぎさ」自体は新規の1往復を加え2往復が設定される。
- 1968年（昭和43年）：ヨンサントオのダイヤ改正に伴い、以下の列車名を変更。
  1. 「なぎさ」→「そてつ」
    - 「なぎさ」の名称はすでに紀勢本線で運行されていた急行列車で使用されていた関係で案内上紛らわしいという理由であったとされている。

  2. 「はやと」→「かいもん」
    - 同一種別で同一行程列車の愛称の統合であるが、これにより「かいもん」は昼行列車1往復増発分も合わせて3往復に増強される。
- 1970年（昭和45年）10月：鹿児島本線全線電化に伴い「有明」を581系・583系電車化し、更に博多‐山川間の急行「かいもん」の格上げにより1往復増発。また、夜行「かいもん」を除き定期急行列車は電車運行に統一され、気動車による運転列車は季節列車化される。
- 1972年（昭和47年）3月15日：この時のダイヤ改正で「有明」を1往復増発し、3往復での運行となる。
- 1973年（昭和48年）：「ぎんなん」「そてつ」を統合し、「かいもん」1往復増発。「ぎんなん」このとき名目上廃止。また、「フェニックス」の宮崎駅発を博多行きとし、博多駅 → 熊本駅 → 西鹿児島駅間を分離し、「かいもん」に編入。
- 1975年（昭和50年）3月10日：山陽新幹線博多駅開業に伴うダイヤ改正を行い、以下のように改編する。
  1. 鹿児島本線線内昼行特急はすべて「有明」とし10往復体制に、同時に「有明」をエル特急に指定。博多駅での新幹線接続列車とする。
    - なお、門司港駅・小倉駅発着列車もそれぞれ1往復、3往復設定。
    - 「有明」の大幅増発により、従前山陽新幹線博多開業に伴う山陽特急廃止により九州内に転属してきた481系・485系の使用が開始される。
    - 食堂車営業列車は、同改正前は581系・583系使用の西鹿児島駅発着の3往復で営業していたが、581系・583系が関西方面の寝台特急との共用が本格化となり、調理器具などの什器の扱いの問題に加えてその当時の食堂車の従業員不足もあって改正前の従業員クルーを481系・485系使用の西鹿児島駅発着の3往復に移行して営業する。それにより「有明」10往復の内7往復が食堂車が営業休止の状態で連結されている。

  2. 西鹿児島駅発着の急行列車として「かいもん」の名称を総称とし、熊本駅発着の「そてつ」、西鹿児島駅発「フェニックス」の西鹿児島駅 - 博多駅間が「かいもん」に編入される。
  3. 博多駅 - 熊本駅間運行の急行列車として「ぎんなん」の名称が復活する。
- 1978年（昭和53年）
  - 3月15日夜行列車であった「かいもん」の使用車両を変更。20系客車を寝台車とし、12系客車を座席車とする編成に変更。
  - 10月2日：ゴーサントオと称された全国ダイヤ改正により、以下のように変更。

  1. 「有明」が無停車だった羽犬塚駅と玉名駅に581系・583系使用列車が各1往復、瀬高駅に481系・485系使用の博多駅 - 熊本駅間列車1往復が新たに停車駅に加わった。
  2. 「有明」に使用している581系・583系のヘッドマークがイラスト入りのマークに変更される。ただし、481系・485系は先頭車がほとんどがボンネット形の初期車両であったため文字マークのまま使用され、一時的な編成替えで200番台が先頭に立たない限り485系のイラストマークは1985年ごろまでほとんど見られなかった。
- 1979年（昭和54年）11月1日：485系ボンネット車編成の一部にビデオ上映サービスを行う列車が登場。使用列車に「ビデオ特急」の愛称が与えられる。

### 昼行優等列車全特急化とその後

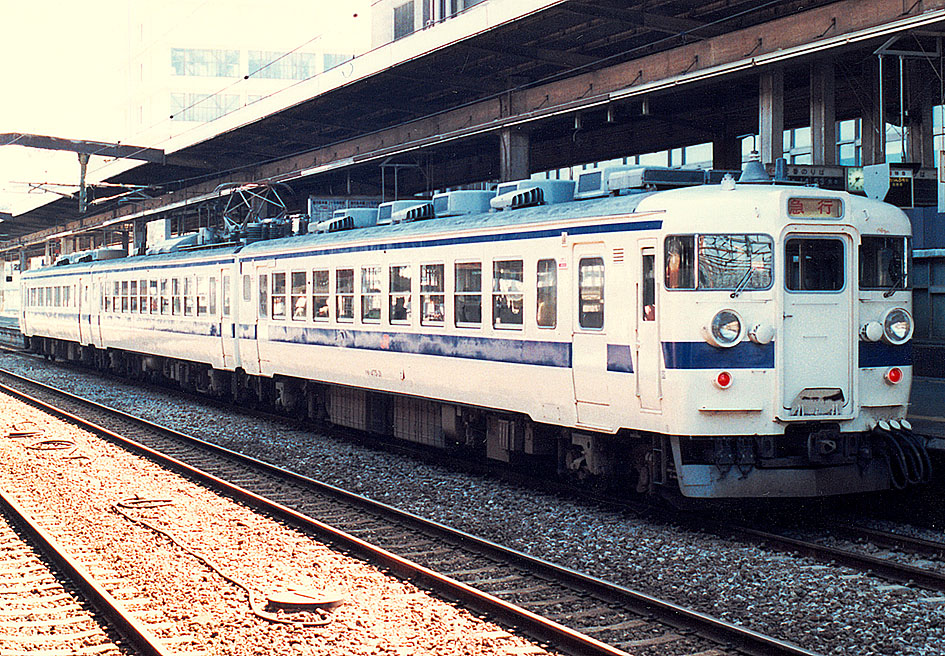
475系 臨時急行「ひのくに」（1987年 博多駅）

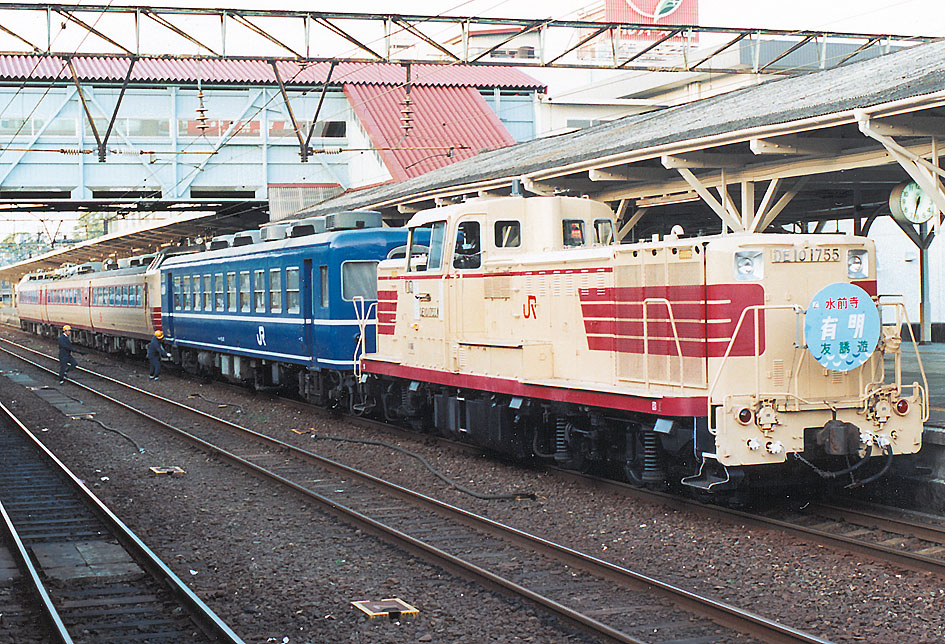
DE10牽引の水前寺行「有明」
（1987年 熊本駅）

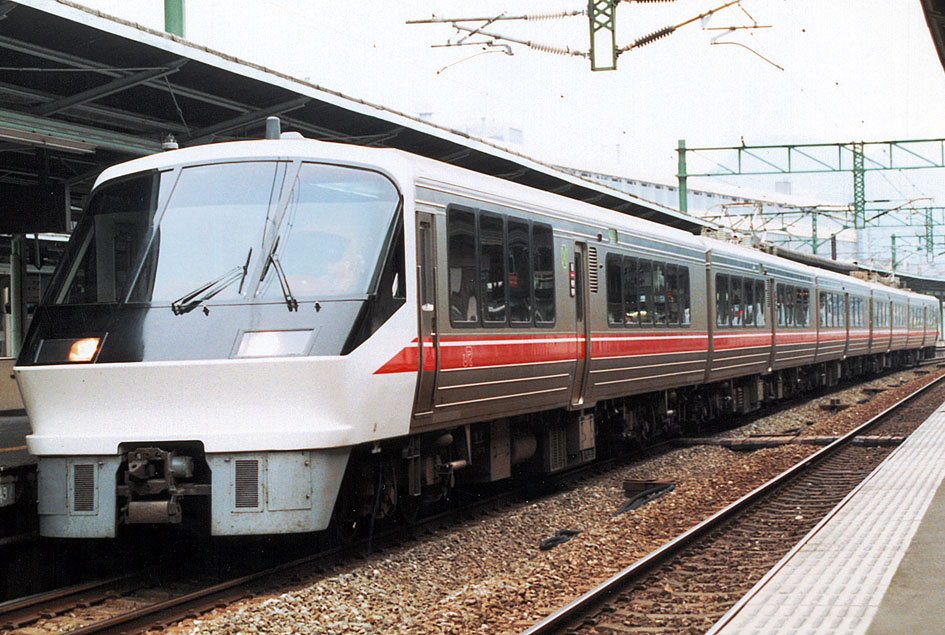
783系「ハイパー有明」
（1990年 小倉駅）

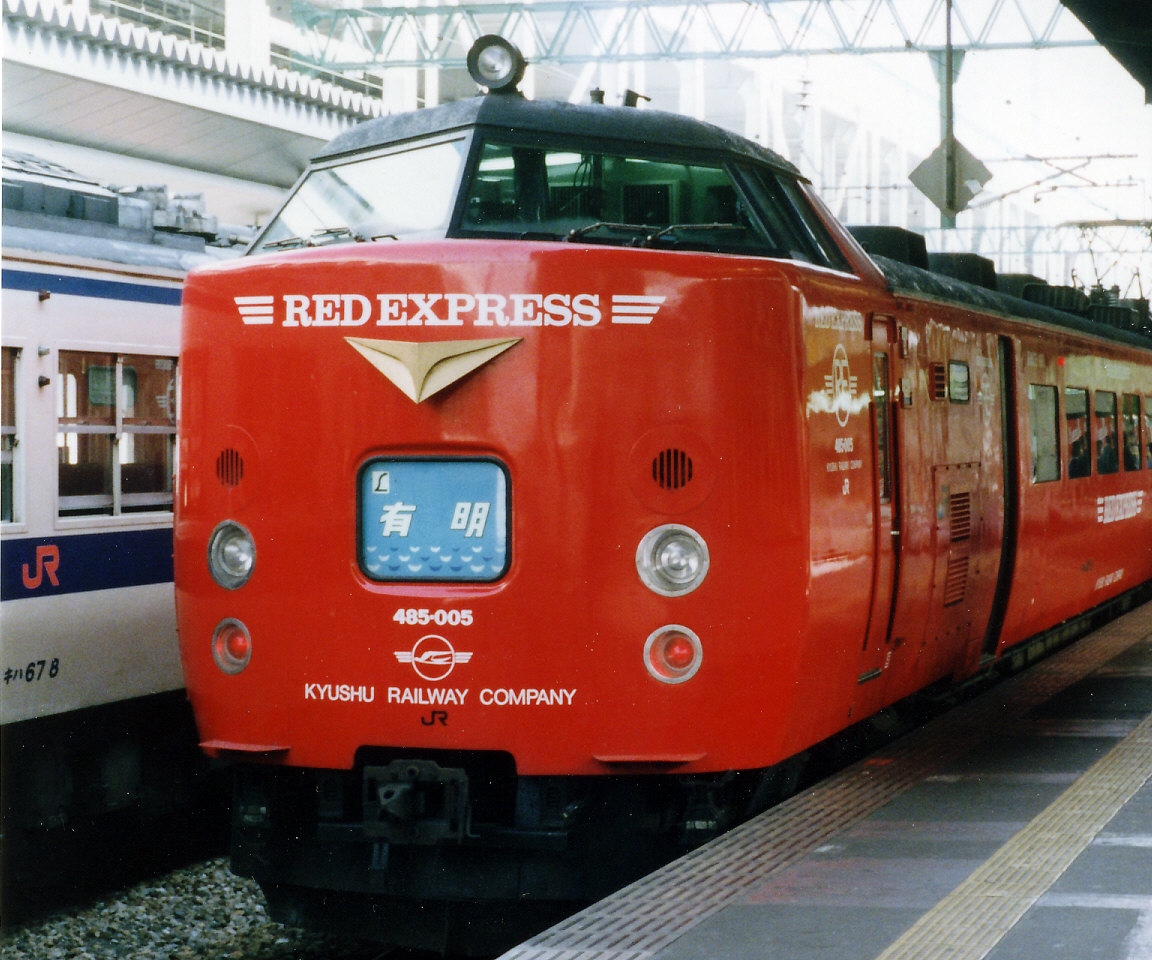
485系「有明」
（1991年 博多駅）

- 1980年（昭和55年）10月1日：このときのダイヤ改正により、山陽新幹線に接続する鹿児島本線系統の昼行優等列車を特急列車に統一。これにより、昼行急行「ぎんなん」・「かいもん」の全列車、急行「さんべ」「えびの」・「火の山」の博多駅 - 熊本駅間を格上げして「有明」18往復体制とする。ただし、1往復は季節列車。食堂利用率の低下などの理由から481系・485系の食堂車が編成から外され、「有明」全列車で食堂車営業休止。
  - これに伴い、鹿児島本線内の定期急行列車は夜行列車の「かいもん」のみとなる。なお、臨時急行として「しらぬい」が博多駅 - 熊本駅間で運行された。
  - また、小倉駅発着列車についてはすべて博多駅発着とし、北九州市内への乗り入れは門司港駅発着列車の1往復のみとなる。
  - この改正では高速バスへの対抗策として、博多駅 - 熊本駅間無停車の「有明」を3往復設定したが、この区間ではスピードアップを伴わなかったため速達性が弱かったことや、途中駅の乗降客からの非難などにより、1982年11月15日のダイヤ改正で再び鳥栖駅・久留米駅・大牟田駅には全列車が停車するようになった。
  - 博多駅 - 湯前駅間の急行「くまがわ」は廃止予定だったが、人吉温泉郷からの陳情により、博多駅 - 熊本駅間を快速格下げの形で直通列車として残された。
- 1982年（昭和57年）11月15日：この時のダイヤ改正に伴い「有明」は季節列車1往復を含む17往復に減少。581系・583系は1往復のみに。また、利用率の芳しくない熊本発着「有明」のほとんどを7両編成に短縮。
- 1984年（昭和59年）2月：この時のダイヤ改正に伴い「有明」は15往復に減少。これに伴い581系・583系撤退。全列車9両編成から7両編成に短縮。
- 1985年（昭和60年）：夜行列車「かいもん」の臨時増発列車として博多駅 - 西鹿児島駅間を運行する寝台特急「桜島」（さくらじま）が運行される。
  - この列車の場合、「はやぶさ」で使用された24系客車を使用したため特急列車となったが、往復の運行ではなく、上りまたは下りの片道のみの運行が多かった。
  - また臨時増発列車として小倉駅・博多駅 - 熊本駅・八代駅間を運行する急行「ひのくに」が1993年まで運行される。末期は811系を充当。
  - またこの年から「有明」の一部編成を5両編成に短縮。先頭車両は中間車に運転台を取り付けたクモハ485とクロ480が主力となり、485系編成のイラストマークが本格的に見られるようになる。この頃、臨時列車用にボンネット形用のイラストマークが製作された。
- 1986年（昭和61年）11月1日：このときのダイヤ改正により、以下のように変更
  1. 「有明」が熊本駅発着列車を中心に25往復に増発。また、西鹿児島駅発着列車は基本5両に、熊本駅発着列車は3両[4]（一部5両）に編成を見直し。
    - この3両編成の「有明」は、それまで佐世保線特急「みどり」が持っていた4両の記録を抜いて国鉄史上最短の特急となった。なお、民営化後は特急の短編成化が全国で見られ、気動車では2両編成の特急も現れた。
    - また車両の改造が間に合わなかった関係で、3両編成の列車は翌年の2月までグリーン車を連結しない場合があった。

  2. 「かいもん」の寝台車を24系客車に変更。

### JR化以降の展開
- 1987年（昭和62年）
  - 3月21日：熊本駅発着の「有明」2往復が豊肥本線水前寺駅乗り入れを開始[5]。
    - 豊肥本線乗り入れに際しては、以下のとおり。
    - ダイヤ上では、6月30日まで毎日運転の臨時普通列車扱いとした[5]。
    - 運行上では、DE10形ディーゼル機関車で牽引し、電源車としてスハフ12形客車を下り水前寺方に連結[5]。上り列車は推進運転とした[5]。
      - 専用機として使用されたDE10形1755号機は、国鉄特急色に塗装を変更。

  - 4月25日：水前寺駅乗り入れ列車の本数を5往復とする。
    - 基本的な運行方法は3月時点と変わらないが、ゴールデンウイーク・お盆休み時期に当該列車が西鹿児島方面への臨時延長に充当される場合には、水前寺駅への乗り入れは行わず、豊肥本線側には気動車列車が充当された。そのため、増発した3往復については運行をゴールデンウイーク明けの5月6日とした。
    - なお、7月1日以降期間を更新する形で毎日運転の臨時普通列車扱いを実施し、電源車もスハフ12形から、貨物列車用車掌車であったヨ8000形にディーゼル発電機を搭載したヨ28000形に変更した。
- 1988年（昭和63年）3月13日：このときのダイヤ改正で「有明」は28往復に増発。同時に一部列車に783系電車「ハイパーサルーン」投入開始。783系電車使用の有明を「ハイパー有明」として運転する。
  - このうち博多駅 - 西鹿児島駅間を最少の停車駅で運行する1往復を「スーパー有明」として運転。
  - また、豊肥本線内も正式に定期列車とする。DE10は新たに1756号機も専用機となり、ヨ28000形ともども783系に合わせた塗装となった。
- 1989年（平成元年）
  - 3月11日：このときのダイヤ改正により、以下のように変更。
    1. 783系でカフェテリアが設置され、食堂車廃止の1980年10月ダイヤ改正以来、9年振りに温かい料理を提供するサービスが復活。
    2. 「有明」が「スーパー有明」と合わせて31往復に増発。また、八代発の列車と、熊本駅 - 西鹿児島駅間列車を設定。

  - 4月29日：「有明11号」において、佐世保行きの「オランダ村特急」を門司港駅 - 博多駅間で併結開始。史上初となる営業列車での電車・気動車動力協調運転を実施。
  - 「桜島」の運転を終了。
- 1990年（平成2年）3月10日：ダイヤ改正により以下のように変更。
  1. 「スーパー有明」が「ハイパー有明」に編入される形で消滅。
  2. 「ハイパー有明」の3往復、「有明」の1往復を小倉駅発着とする。
    - なお、北九州市内に乗り入れる「有明」の中で西鹿児島駅まで行く列車は従来の門司港駅発着の1往復に限られていた。

  3. 「有明11号」と「オランダ村特急」の併結を鳥栖駅まで延長する。
- 1991年（平成3年）3月16日：「有明」・「ハイパー有明」と合わせて32往復となる。水俣駅発着列車を設定。
このときが「有明」の本数の最多記録となった。
- 1992年（平成4年）
  - 3月24日：「有明11号」と「オランダ村特急」の併結を終了。[6]
  - 6月1日：783系「有明」のカフェテリア営業を終了。
  - 7月15日：ダイヤ改正により以下のように変更。
    1. 「有明」の西鹿児島駅発着列車（14往復）が「つばめ」として独立。「有明」は18往復での運転となる。
    2. 「ハイパー有明」の呼称は廃止し、「つばめ」用の787系電車1往復、783系11往復、485系6往復の充当とする
      - 以後、全列車783系に統一されていた時期を除き、「有明」の1往復のみ787系が充当される時期が1999年3月12日まで続いた。

    3. 小倉駅発着の「有明」を博多駅発着に見直し。同時に門司港駅発着の「有明」が「つばめ」に編入されたため、「有明」は博多駅発着に統一された。
- 1993年（平成5年）3月18日：このときのダイヤ改正により以下のように変更。
  1. 「有明」に八代行き列車を設定。
  2. 「かいもん」は特急に昇格し「ドリームつばめ」に改称[7]。運行区間を博多駅 - 西鹿児島駅間とする。
    - なお、この時に日豊本線夜行急行「日南」が特急に昇格し「ドリームにちりん」に改称、これにより定期列車でのJR九州管内での客車急行・特急列車は本州を発着する列車のみとなる。
- 1994年（平成6年）7月1日：「有明」は783系に車種統一[8]。豊肥本線水前寺駅乗り入れを中止[8]。「有明」が抜ける分の熊本駅 - 水前寺駅間の列車に関しては普通列車を増発して対応した。
- 1995年（平成7年）4月20日：「有明」に787系を投入。
- 1997年（平成9年）3月22日：「有明」の1往復を「つばめ」に変更。
- 1999年（平成11年）
  - 3月13日：「有明」を下り25本・上り27本に増強の上、783系15往復、787系下り10本・上り12本の充当とする。
    - 「つばめ」と合わせて博多駅 - 熊本駅間では20分ヘッドでの運転となる。在来線特急で1時間3本の運転は全国初であった[9](ただし、時間帯を限ってであれば、北陸本線で「雷鳥」など大阪発着系統が1時間に2本、「しらさぎ」など米原方面発着系統が1時間に1本の合計3本走っていた例がすでにあった)。
    - この改正で「有明」専用の787系4両編成が誕生[3]。787系充当列車の内下り7本・上り10本が4両編成で運行された。

  - 10月1日：豊肥本線熊本駅 - 肥後大津駅間電化完成に伴い、豊肥本線乗り入れ再開。熊本駅発着列車の一部が水前寺駅・肥後大津駅発着に延長。
    - この時点では豊肥本線に乗り入れる列車は783系に限られていた。
    - 豊肥本線区間では機関車牽引列車では普通列車扱いであったが、「有明」が乗り入れない間に普通列車の本数が増発されたことから、乗り入れ再開にあたっては全区間特急扱いとした。
- 2000年（平成12年）3月11日：「有明」を27往復に増強。同時に787系に統一される[10]。
  - 「有明」から撤退した783系は主に「かもめ」に回された。
- 2001年（平成13年）3月3日：「有明」8往復を小倉駅発着とする[11]。この改正で完全に1時間2本運転となった「ソニック」と合わせて、小倉駅 - 博多駅間では特急が1時間3本運転されるようになった[11]。
- 2002年（平成14年）3月23日：「有明」の下り1本を増発。同時に小倉行きの「有明」のうち1本を土曜・休日に限り（2003年3月15日からは毎日）門司港行きに延長。

### 九州新幹線部分開業後の「有明」「リレーつばめ」

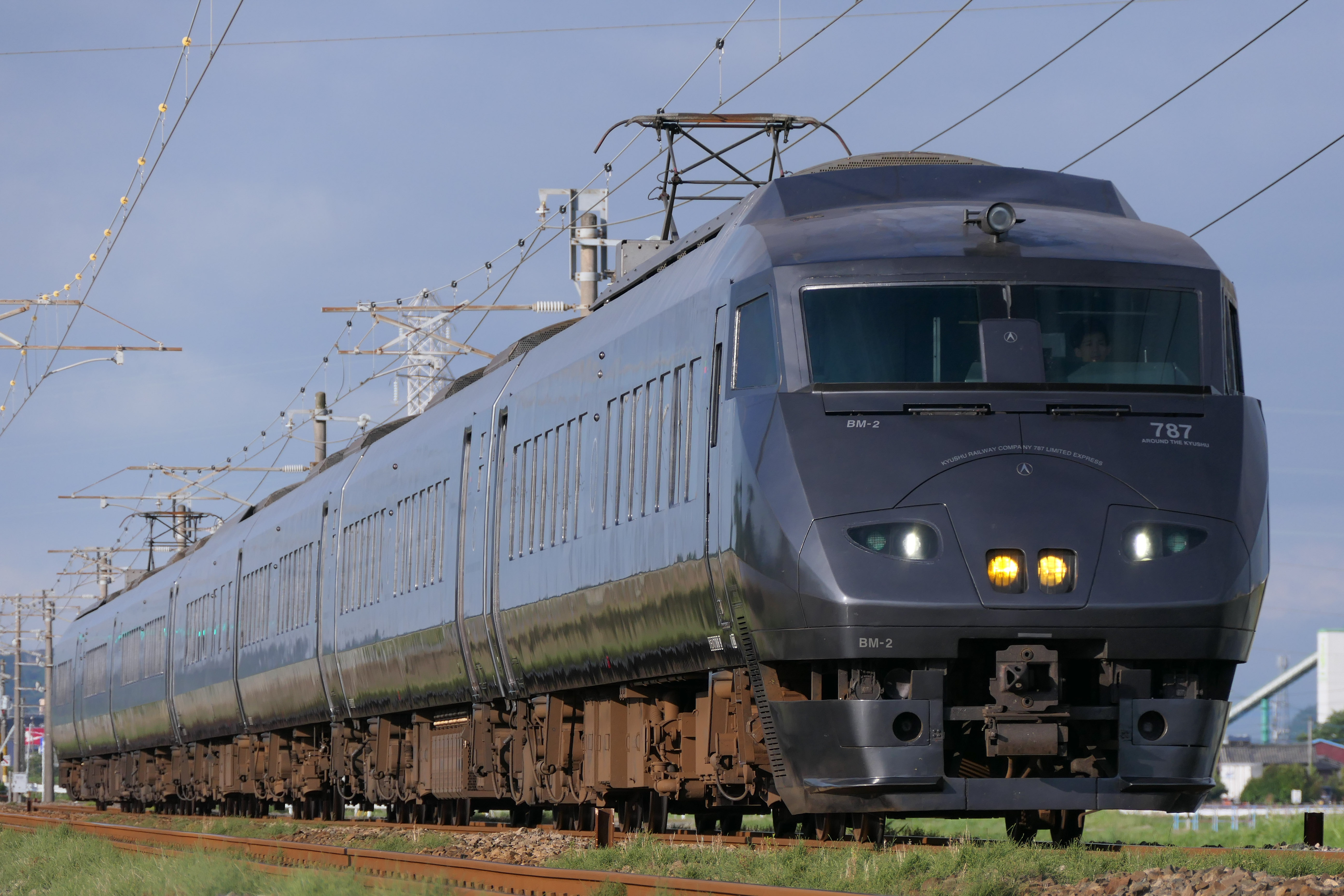
787系「有明」
（2019年 渡瀬駅 - 南瀬高駅間）

- 2004年（平成16年）3月13日：九州新幹線部分開業に伴い、以下のように変更。
  1. 「有明」の水俣駅・八代駅発着列車を廃止。熊本駅発着列車および豊肥本線乗り入れ列車のみとなる。
  2. 九州新幹線に接続する「リレーつばめ」が1時間2本運転となったため、「有明」は下り16本・上り15本に減少。一部列車の豊肥本線乗り入れ区間が武蔵塚駅まで延長される。
  3. 「ドリームつばめ」を短縮し「有明」に編入する。なお、公式な案内では「下りのみ」とされているが、これは「ドリームつばめ」の乗継割引制度の兼ね合いからとされる。

  - ちなみに「リレーつばめ」（旧「つばめ」）のうち5往復は臨時列車扱いであり、閑散期にはこれらを運休し、博多駅 - 熊本駅間の時刻を利用して「有明」を運転することになっていた。「有明」にはこの5往復も合わせて号数が付与されていたため、定期列車の「有明」には欠番が生じていた。また、「つばめ」・「リレーつばめ」も臨時列車を含めた号数付与だったため、運休時には欠番が生じることになっていた。しかし、実際には九州新幹線が予想を上回る乗客数で推移したため、この臨時「有明」は一度も運転されることがないまま、翌2005年（平成17年）10月1日に臨時扱いの「つばめ」・「リレーつばめ」は定期列車に編入。同時に「有明」の欠番も解消された。
- 2005年（平成17年）3月31日：「有明」の車内販売を廃止[12]。
- 2006年（平成18年）
  - 3月18日：「有明」の豊肥本線乗り入れ列車に、同日開業の光の森駅発着が設定される。
  - 10月、熊本行きの「有明23号」を金曜・週末などに限り、「リレーつばめ（・つばめ）」81号として新八代駅まで延長運転し、乗り換えで鹿児島中央駅まで延長する。
- 2007年（平成19年）3月18日：ダイヤ改正により以下のように変更。
  1. JR九州管内の昼行特急列車は全車禁煙となる。これに伴い、4両編成の車両に設置されていた喫煙ルームを廃止。
  2. 熊本発の「有明6号」について、豊肥本線内は普通列車扱いで光の森発となった。電化以前に行われていた豊肥本線内での普通列車扱いが復活。
  3. それまでは、金曜・週末などに限り、「リレーつばめ（・つばめ）」81号として新八代駅乗り換えで鹿児島中央駅まで延長していた熊本行きの「有明23号」を定期列車化。
    - この改正により定期「有明」は15往復に減少。九州新幹線全線開業前日の2011年3月11日まで、この運行本数で推移した。
- 2008年（平成20年）
  - 3月15日：福岡県庁への利便性のため、一部列車を吉塚駅発着とした。
  - 7月ごろ：JR九州が「エル特急」の呼称を中止したため、「有明」も種別呼称を特急に変更。
- 2009年（平成21年）8月23日：団体列車として熊本駅 - 門司港駅間を国鉄色485系電車を用いて運行する団体臨時列車「リバイバル有明」を運転。

### 九州新幹線全通後の「有明」と終焉
- 2011年（平成23年）
  - 3月12日：九州新幹線全線開通によるダイヤ改正により以下のように変更[13][信頼性要検証]。
    1. 「有明」は通勤通学対応や、新幹線の運行時間の兼ね合いから、6号が長洲発吉塚行きに、(博多駅 → 吉塚駅間は普通列車）、1・3・4・5号が博多駅 - 長洲駅間、2・7号が博多駅 - 熊本駅間の運転となり、計下り4本・上り3本の運行で存続。
    2. 使用車両は、787系6両編成（DXグリーン席連結）が下り2本・上り1本（1・4・5号）、783系4両編成（旧「にちりん」編成）が1往復（2・7号）、783系8両編成1往復（3・6号。3号は旧「にちりん」編成を2本連結、6号は「みどり」＋「ハウステンボス」編成）が1往復となる。

  - 8月5日：筑後川花火大会向けとして博多駅 - 久留米駅間に臨時「有明」が6往復運行されたが、このうち1往復に485系を充当した。「有明」への485系充当は17年ぶり。
- 2012年（平成24年）3月17日：ダイヤ改正に伴い3号は4両編成（旧「にちりん」編成1本のみ）に減車。
- 2014年（平成26年）3月15日：ダイヤ改正により以下のように変更[14]。
  1. 2・5号を廃止し、7号を長洲止まりに短縮。長洲駅発着下り3本・上り2本の運転となる。従来の4・6・7号は2・4・5号に変更。またダイヤの見直しを実施。これにより長洲駅 - 熊本駅間から定期運行の優等列車がなくなる。
  2. 2・5号を787系7両編成での運転とする。
- 2015年（平成27年）
  - 8月5日：筑後川花火大会終了後の観客輸送対策として、久留米駅 - 博多駅間で1本（有明84号）、久留米駅 - 門司港駅間で1本（有明82号）が運行された。
- 2016年（平成28年）	
  - 4月15日：平成28年熊本地震の前震による九州新幹線不通の救済として、特急料金不要の臨時特急（愛称なし）が運行された。翌日以降も運行される予定であったが、16日未明に起きた本震によって運転を見合わせた[15]。
- 2017年（平成29年）3月4日：ダイヤ改正に伴い4号は「みどり」編成のみでの運転となる。「ハウステンボス」編成は佐賀始発の「かもめ104号」に変更し、鳥栖駅 → 吉塚駅間は「有明4号・かもめ104号」として併結運転（「かもめ104号」は平日のみ運転）となる[16]。
- 2018年（平成30年）3月17日：ダイヤ改正に伴い以下のように変更[2]。
  1. 「有明」上下5本のうち、上り2号を除く4本を廃止。従来の「有明2号」は大牟田始発に変更の上、号数表記を廃止して「有明」として存続（平日のみ運転）。車両は787系7両編成を用いるため、783系は再度「有明」から撤退、「かもめ」との併結も終了。
    - これにより大牟田駅 - 長洲駅間から定期運行の優等列車がなくなるほか、熊本県内で運行される定期運行の在来線優等列車は気動車のみとなる。
    - なお従来の「有明4号・かもめ104号」は8両とも「かもめ104号」となり、引き続き佐賀発吉塚行き（平日のみ運転、博多駅 → 吉塚駅間普通列車）で運行される。
- 2019年（平成31年）1月3日：熊本県熊本地方で発生した最大震度6弱の地震の影響による、九州新幹線の終日運転見合わせの救済として臨時特急が運行された。
- 2021年（令和3年）3月13日：ダイヤ改正に伴い廃止。代替として大牟田発鳥栖行きの快速列車を運転（平日のみ）、鳥栖駅で博多行特急「かもめ102号」に接続する[17][18]。
- 2025年（令和7年）3月1日・2日：ピクミンシリーズとのコラボで博多駅 - 熊本駅間で特急「ピクミン号」が2往復運行された[19]。このうち1往復は885系で運行され、同形式の鳥栖以南初の営業運転となった。